# Гутгин
В германо-скандинавской мифологии домовой, оказывающий услуги хозяевам дома, чаще всего небольшие (найти потерянную вещь, починить сломанную посуду).
Но согласно некоторым источникам Гутгин мог появляться перед хозяевами и помогать с уборкой, стиркой и т. д.
В текстах «Старшей Эдды», Гутгин описывается как существо похожее на человека (старика), но он обычно маленького роста с заострёнными ушами и выпирающими клыками нижней челюсти.
Одет Гутгин обычно в куски ткани или шерсти.